# Juan Guaidó
Juan Gerardo Guaidó Márquez (La Guaira, 1983. július 28.) venezuelai politikus, az ország ideiglenes elnöke.

## Élete
2019. január 5-én foglalta el a Venezuelai Nemzetgyűlés elnöki tisztét. Ekkor – a nemzetgyűlés támogatását maga mögött tudva – kijelentette, hogy a nemzetgyűlés nem fogja elismerni Nicolás Madurót Venezuela elnökének, amennyiben az január 10-én megkezdi második elnöki ciklusát. (Madurót vitatott körülmények között, az ellenzék elnyomása és választási bojkottja mellett választották meg. Megválasztásának tisztaságát számos állam is megkérdőjelezte.) Mivel Maduro a felszólítás ellenére sem mondott le, Guaidó 2019. január 23-án egy tüntetésen Venezuela ideiglenes elnökévé nyilvánította önmagát, átmeneti kormány felállítását és szabad választások megtartását tűzve ki célul. Kevéssel ezt követően az Amerikai Egyesült Államok és a Latin-Amerika országainak túlnyomó többsége is elismerte Guaidót Venezuela ideiglenes elnökének. Miután Maduro elutasította új választások megtartását, február elején az Európai Unió államainak többsége is elismerte Guaidót ideiglenes elnöknek.